# Tell Me a Story
Tell Me a Story  é uma série de televisão  americana de thriller psicológico, baseada na série de televisão Mexicana Érase una vez criado por Marcos Osório Vidal, que estreou em 31 de outubro de 2018, na CBS All Acces. A série foi desenvolvida para o público americano por Kevin Williamson e é estrelada por Billy Magnussen, Kim Cattrall, Danielle Campbell, Paul Wesley, James Wolk, Dania Ramirez, Sam Jaeger, Davi Santos, Zabryna Guevara, e Dorian Missick. Em 17 de dezembro de 2018, foi anunciado que a série fora renovada para uma segunda temporada.
No dia 11 de maio de 2020, foi anunciado que a série foi cancelada após 2 temporadas. Além disso, também foi anunciado que a The CW iria incluir as duas temporadas em sua programação. 

## Premissa
Tell Me a Story pega "os contos de fadas mais amados do mundo e os reimagina como um thriller psicológico escuro e retorcido. Situado na moderna cidade de Nova York, a primeira temporada deste drama entrelaça Os Três Porquinhos, Chapeuzinho Vermelho e João e Maria em um épico e subversivo conto de amor, perda, ganância, vingança e assassinato."
A segunda temporada reimagina os contos de princesas A Bela e a Fera, A Bela Adormecida e Cinderella.

## Elenco e personagens

### Principal

#### Temporada 1
- Billy Magnussen como Joshua "Nick" Sullivan, um professor do ensino médio que se envolve em um relacionamento com uma de suas alunas. Sullivan representa o Lobo de Chapeuzinho Vermelho.
- Kim Cattrall como Colleen Powell, uma ex-corista e mãe de Tim. Powell representa a avó de Chapeuzinho Vermelho.
- Danielle Campbell como Kayla Powell, uma estudante do ensino médio que recentemente se mudou para Nova York com o pai e ainda está processando a morte de sua mãe. Ela está em um relacionamento sexual com seu professor Nick Sullivan. Ela representa a Chapeuzinho Vermelho.
- Paul Wesley como Eddie Longo, um barman e traficante de baixo nível que luta contra um vício em drogas. Ele opera como um ladrão de meio período com seu irmão Mitch, a fim de pagar uma dívida com seu traficante de drogas, Manny. Eddie representa um dos Três Porquinhos.
- James Wolk como Jordan Evans, um dono de restaurante em Nova York que se propõe a vingar-se contra os homens responsáveis pela morte de sua noiva. Jordan representa o Grande Lobo Mau dos Três Porquinhos.
- Dania Ramirez como Hannah Perez, uma veterana do exército que retorna a sua cidade natal, Nova York, e que tem problemas com sua mãe e seu padrasto. Hannah representa a Maria de João e Maria.
- Sam Jaeger como Tim Powell, um pai viúvo que se muda para Nova York com sua filha após a morte de sua esposa. Tim representa o lenhador de Chapeuzinho Vermelho.
- Davi Santos como Gabe Perez, irmão de Hannah que se envolve num homicidio e que tem dependência quimica. Gabe representa o João de João e Maria.
- Zabryna Guevara como Renee Garcia, detetive do Departamento de Polícia de Nova York.
- Dorian Missick como Sam Reynolds, o líder de um grupo de criminosos. Representa um dos porquinhos de Três Porquinhos.
- Michael Raymond-James como Mitch Longo, um trabalhador de colarinho azul que luta para sustentar sua esposa e que ocasionalmente realiza crimes com seu irmão Eddie. Representa um dos Três Porquinhos.

#### Temporada 2
- Paul Wesley como Tucker Reed, um escritor aspirante que tenta provar seu valor, que luta com um segredo obscuro e catastrófico. Tucker representa a Malévola.
- Odette Annable como Madelyn "Maddie" Pruitt, uma garota intermediária que supera a paz e mantém uma família quebrada. Maddie representa o Príncipe de A Bela Adormecida.
- Danielle Campbell como Olivia Moon, uma menina orientada para a escola e auto-absorvida que se muda para Nashville para continuar sua carreira, mas terá que mostrar sua força pela sobrevivência. Olivia representa a Bela Adormecida.
- Matt Lauria como Jackson Pruitt, a ovelha negra de uma família que está dividida entre seus demônios e o desejo de ser um homem melhor. Jackson representa o Príncipe de Cinderela.
- Eka Darville como Beau Morris, cuja adesão a um código moral explodiu recentemente sua vida pessoal e profissional e luta para navegar em sua nova realidade. Beau representa a Bela, de A Bela e a Fera.
- Natalie Alyn Lind como Ashley Rose Pruitt, uma estrela da música country em ascensão que sobrevive a um ataque brutal, então se limita a sua casa. Ashley representa a Fera de A Bela e a Fera.
- Ashley Madekwe como Simone Garland, que é forçada a ficar cara a cara com a vida que ela propositalmente deixou para trás, e colocará sua própria vida em perigo para descobrir os segredos sombrios de sua família. Simone representa a Cinderela.
- Carrie-Anne Moss como Rebecca Pruitt, mãe de Ashley e mãe solteira de três filhos, que enfrenta problemas de relacionamento com seus filhos e que finalmente começa a viver para si mesma.
- Phillip Rhys como Damien Hewett, o empresário de Ashley.

### Recorrente

#### Temporada 1
- Kurt Yaeger como Terry, veterano de guerra e amigo de Hannah, que também é deficiente, mas ainda perspicaz em seu ofício para tiros de longo alcance. Ele une forças com Hannah contra as pessoas que a ameaçam.
- Rarmian Newton como Ethan, colega de classe de Kayla e Laney.
- Paulina Singer como Laney, uma colega de classe de Kayla, com quem ela rapidamente se torna amiga e compartilha seus segredos.
- Becki Newton como Katrina Thorne, a gerente do hotel em que Tim trabalha, e sua futura namorada. Ela também abriga segredos próprios, cada um com seus próprios objetivos mortais. Representa a bruxa de João e Maria.
- Spencer Grammer como Beth, a namorada de Jordan que foi morta e depois o guia em sua busca como uma invenção de sua imaginação.

## Episódios
| N.º | Título                    | Dirigido por        | Escrito por                           | Exibição original      |
| --- | ------------------------- | ------------------- | ------------------------------------- | ---------------------- |
| 1 | "Chapter 1: Hope"         | Liz Friedlander     | Kevin Williamson                      | 31 de outubro de 2018  |
| Kayla e seu pai Tim se mudam de Los Angeles para Nova York para morar com sua avó, Colleen, após a morte de sua mãe. Kayla não aprova a mudança e tem dificuldades em se relacionar com o pai e com a avó. Em uma tentativa de se encaixar, ela foge com os populares Ethan e Laney e os coloca em um bar usando uma identidade falsa. Lá ela conhece Nick Sullivan, com quem ela passa a noite. Na manhã seguinte, ela descobre que ele é seu novo professor. Jordan Evans e sua namorada Beth estão tendo conflitos por Jordan querer se casar e ter filhos, enquanto Beth não quer trazer uma criança ao mundo. Gabe Perez e seu companheiro de quarto Billy são dançarinos e acompanhantes que levam um homem para o seu quarto uma noite; quando Billy tenta roubar o homem, uma luta se segue e o homem acidentalmente falece ao bater a cabeça numa mesa. Gabe chama sua irmã Hannah para limpar a bagunça e eles encenam o local para parecer um acidente. Um grupo de amigos que tem suas próprias necessidades de dinheiro decide roubar uma joalheria, a mesma aonde Beth e Jordan decidem que querem se casar e vão comprar anéis. O trabalho dos Três Porquinhos dá errado, e Beth é baleada e falece. |                           |                     |                                       |                        |
| 2 | "Chapter 2: Loss"         | Liz Friedlander     | Eduardo Javier Canto & Ryan Maldonado | 8 de novembro de 2018  |
| Jordan é questionado pela polícia se ele conseguiria identificar alguma característica dos assaltantes, mas somente os aspectos fisicos de Eddie permanecem em sua memória. A polícia mais tarde identifica Eddie, mas precisariam de mais provas para coloca-lo na cena do crime. Mais tarde, ele participa de uma acareação e Jordan o identifica como o homem que assassinou Beth. No entanto, Eddie ainda não pode ser indiciado. Nick está preocupado em ser demitido e, possivelmente, em apuros depois de dormir com Kayla, mas ela diz a ele para não se preocupar com isso. Kayla e seus amigos faltam à escola no dia seguinte e Laney tenta fazer com que ela conte o que ela está escondendo, mas ela se recusa a compartilhar sua noite com Nick. Hannah investiga o homem que Gabe acidentalmente matou e descobre que ele foi pego em negócios obscuros. Mais tarde, é relatado na notícia de que seu corpo foi encontrado no fundo do rio. Depois de uma briga com seus pais, Kayla sai e procura conforto com Nick. Jordan mais tarde visita Eddie no trabalho, o que o assusta, mas Mitch diz a ele para não ficar paranóico enquanto Jordan assiste Eddie do lado de fora de sua casa. |                           |                     |                                       |                        |
| 3 | "Chapter 3: Greed"        | Mark Tonderai       | Hollie Overton                        | 15 de novembro de 2018 |
| Jordan sente que a polícia o está ignorando e que o assassinato de Beth nunca será resolvido. Hannah, querendo ter algo para se proteger, liga para o telefone de Dan e ouve Sam do outro lado da linha. Ela desliga e joga o telefone fora, mas encontra um cartão de unidade de armazenamento. Kayla deve começar a trabalhar para Colleen, e é visitada por Ethan, que sabe sobre ela e Nick, e tenta chantageá-la. Laney confronta Ethan sobre o que ele sabe, mas ele ainda não compartilha o que sabe. Mitch e Eddie tentam obter seu dinheiro de Sam, que os ameaça. Jordan entra na casa de Eddie e quase o mata, mas não consegue prosseguir. Hannah acha que Dan tinha dois milhões de dólares e pretende pega-los e começar uma nova vida com Gabe, que se recusa. Kayla mais uma vez passa a noite com Nick, afim de conversarem sobre seu relacionamento. Gabe chega em casa e encontra Billy morto e torturado e percebe que quem o matou está atrás de Hannah. Antes que ela possa escapar, ela é atacada por um homem à procura do dinheiro. Ela acaba matando-o e saindo com o dinheiro. |                           |                     |                                       |                        |
| 4 | "Chapter 4: Rage"         | Mark Tonderai       | Kim Clements                          | 22 de novembro de 2018 |
| Jordan vai para a polícia com a mascara que Eddie usava na manhã do assalto, mas Garcia diz que ele adulterou a investigação e se recusa a dar crédito por sua investigação. O relacionamento de Kayla e Nick cresce, com Nick ficando preocupado com Kayla falando com Ethan depois que ele descobre que Ethan tem um registro policial. Hannah e Gabe partem para a Carolina do Norte. Kayla passa o dia com Ethan, que tenta a beijar a força mas Colleen a defende; o que a deixa temerosa com as ações de Kayla. Hannah revela que ela foi ferida enquanto servia nas forças armadas. Jordan tenta fazer com que a namorada de Eddie revele a ele o que Eddie fez, mas ela e Eddie acabam ferindo-o e mandando-o ficar longe dele. Ethan mais tarde envia para Nick fotos de Kayla e Nick se beijando, insinuando que sabe a respeito deles. Enquanto Hannah está dormindo, Gabe leva-os para a casa de sua mãe. |                           |                     |                                       |                        |
| 5 | "Chapter 5: Madness"      | Solvan "Slick" Naim | Heather Zuhlke                        | 29 de novembro de 2018 |
| Jordan tem tido visões de Beth, que lhe diz que ela não quer que ele vá se vingar; ele porém ignora seu pedido. Nick rastreia Ethan e o amarra e faz com que ele exclua todas as fotos de Kayla com Nick. Hannah não consegue perdoar a mãe por ter abandonado a família há muitos anos e não quer nada com ela. Richard, seu novo marido, tenta os ajudar dando-os passagens para Porto Rico. Tim descobre que Kayla tem cabulado aula e a deixa de castigo. Jordan mais tarde insulta Mitch fora de sua casa. Mitch vai até a casa de Paul para falar sobre Jordan quando eles são atacados com uma cabeça de porco decapitada e ameaçados por Jordan, que exige saber "o nome do terceiro porco", que é Sam. Antes de Hannah e Gabe sairem, ela faz questão de que todos da festa na casa saibam o quanto a vida deles fora dificil sem a mãe por perto. Nick não confia nas palavras de Ethan, então ele o mata e enterra seu corpo. Kayla confronta Tim e não quer nada com ele desde que ele estava traindo a mãe dela, o que indiretamente causou a morte da mãe dela. Kayla mais uma vez encontra conforto em Nick, que estava limpando seus ferimentos da luta contra Ethan. |                           |                     |                                       |                        |
| 6 | "Chapter 6: Guilt"        | Jeff T. Thomas      | Mary Leah Sutton                      | 6 de dezembro de 2018  |
| Nick segue mandando mensagens para Laney fingindo que é Ethan. Mitch dá a Eddie quatro mil dólares para que ele e Carla possam sair da cidade. Kayla deixa a escola e passa o dia com Nick; e as coisas vão bem até ele dizer que a ama, o que a assusta. Jordan mais uma vez insulta Mitch, levando-o a avisar Sam sobre os motivos de Jordan estar os perseguindo. Hannah e Gabe estão preparados para partir, até que policiais aparecem para levá-los de volta a Nova York; eles imploram a mãe deles para escondê-los, mas ela os entrega para a polícia. Kayla mais tarde rompe com Nick porque ela não conseguiria ser parte de um relacionamento e vê-lo se machucar. Nick reage violentamente à noticia sozinho em seu apartamento, antes de encontrar e se aproximar perigosamente de Tim no restaurante. Hannah e Gabe percebem que eles não estão com policiais reais e são homens trabalhando para quem quer que esteja os perseguindo. Algemados, Hannah e Gabe conseguem atrapalhar os motoristas e fazem o carro virar muitas vezes e descer uma colina. Jordan mais uma vez provoca e ameaça Eddie, levando Eddie a atirar contra a porta. Ele fica horrorizado ao descobrir que ele acidentalmente atirou e matou Carla. De coração partido e dominado pela culpa, Eddie atira na própria cabeça, enquanto Jordan observa horrorizado, percebendo o que fez. |                           |                     |                                       |                        |
| 7 | "Chapter 7: Betrayal"     | Millicent Shelton   | Andrea Thornton Bolden                | 13 de dezembro de 2018 |
| A polícia acredita que Eddie matou Carla por causa de seu trabalho sujo. Jordan se recusa a desistir de sua busca, algo que é dificultado quando ele começa a ver e falar com Eddie por alucinações. Kayla confronta Nick sobre seguir Tim até o restaurante e pede que ele a deixe em paz. Hannah e Gabe conseguem escapar dos homens com o dinheiro, mas depois são caçados pela floresta por eles. Hannah enterra o dinheiro e derrota seu agressor enquanto Gabe chega ao local de descanso, onde ele é drogado por uma senhora, Esther, que trabalhando com a empresa misteriosa, o sequestra. Garcia pergunta a Mitch se alguém queria Eddie morto. Jordan seqüestra Shelley e quer o nome de Sam em troca dela. Mitch alerta Sam e eles vão para o local de encontro juntos. Jordan segura Shelley com uma arma; Sam, em vez disso, mata Shelley e Mitch e tenta matar Jordan, mas ele foge. Kayla e Laney investigam Nick, onde eles descobrem que ele está usando o nome de seu irmão e é da Flórida; Seu nome real é Joseph. Tim e Katrina ficam preocupados com Jordan e seu estado mental. Hannah encontra o ponto de parada aonde Gabe estava, onde é atacada por um dos homens. Ela o mata e Esther diz a ela que eles estarão em contato com ela por Gabe. Kayla procura no apartamento de Nick por mais pistas, enquanto Laney se atrapalha em seu trabalho de vigia, e Kayla fica horrorizada ao descobrir que Nick tem uma pintura de sua mãe. Como ela está com o coração partido e horrorizada, sequer ouve Nick abrindo a porta. |                           |                     |                                       |                        |
| 8 | "Chapter 8: Truth"        | John Stuart Scott   | Steve Stringer                        | 20 de dezembro de 2018 |
| Kayla consegue escapar antes de Nick encontrá-la, mas mais tarde ela o confronta sobre a pintura e diz a ele para deixá-la em paz. Flashbacks revelam que Abby, mãe de Kayla, estava tendo um caso com Nick e ele estava ficando cada vez mais obcecado por ela. Uma noite, Kayla saiu com amigos e Tim tentou confrontá-la sobre o caso, mas ela teve que sair para terminar com um Nick persistente. Quando ela tenta terminar, ele fica violento, levando Abby a fugir dele. Ele começa a persegui-la em seu carro, causando a destruição dele. Ela está gravemente ferida, mas viva, ela pede a ajuda de Nick, mas ele a sufoca até a morte. Nick segue Kayla no restaurante onde ela é salva por Katrina. Garcia questiona Jordan, que ela acredita estar matando os assaltantes por vingança. Ao ser questionado, Jordan fica horrorizado quando Sam entra, posando como um detetive investigando o caso de Garcia e que tem todas as informações de Jordan. Gabe é mantido e torturado por Ester, que quer o dinheiro; Hannah finalmente concorda em dar-lhes o dinheiro em troca de Gabe. Sam mais tarde confronta Jordan e propõe uma trégua - paz; como ele sabe, ele não seria capaz de enquadrar ninguém pelo assassinato de Jordan. Nick espreita Kayla em sua casa antes de sair quando Kayla fala com Tim sobre como ela cresceu e que está gostando de Katrina. Gabe consegue escapar do porão que ele está sendo mantido quando ele se encontra em uma cozinha e a ajuda de Katrina. Ele implora a ela para ajudá-lo e fica horrorizado quando ela recruta dois homens que o amarram novamente, revelando-se ser o comprador o tempo todo. |                           |                     |                                       |                        |
| 9 | "Chapter 9: Deception"    | Adam Davidson       | Heather Zuhlke                        | 27 de dezembro de 2018 |
| Jordan se enfurece com Sam e chega a tentar sequestrar seu filho usando o alter ego "Senhor Lobo". Antes de prosseguir, ele percebe que foi longe demais e liga para Tim para discutir suas próximas ações. Katrina e Ester, sua mãe, planejam se livrar de Gabe e Hannah assim que tiverem seu dinheiro de volta, enquanto Hannah e Terry planejam ataca-los no ponto de encontro. Nick atrai Laney para um prédio abandonado e a força a atrair Kayla para lá também. Garcia tem suspeitado de Sam, acreditando que ele é um policial corrupto. Tim aconselha Jordan a contar tudo a Garcia desde o começo, e ele o faz. Garcia acredita nele e diz que ela vai começar a cobrar Sam no dia seguinte. Jordan planeja se esconder no hotel. Kayla chega onde foi chamada e só encontra Nick lá. Ele a tranca para que eles possam conversar e começa a conversar com ela sobre fazer uma viagem com ela, ela porém consegue distraí-lo e esfaqueá-lo enquanto ela tenta fugir. Ao se esconder, ela descobre que Laney foi assassinada e também encontra o corpo de Ethan. Ela escapa dele e sai viva. Ela chama a polícia e fala sobre seus erros e também conta a Tim toda a história. Mariana desconfia das ações de Sam. Hannah vai ao local de encontro e ela e Terry matam todos, mas um dos muitos capangas foge. Ela o segue de volta para o hotel onde fica Katrina; Katrina liga para ela e ameaça ela e sua vida, enquanto Hannah diz a ela que planeja matá-la e pegar seu irmão de volta. Garcia é assassinado por Olsen, que é um dos homens de Sam. Nick faz com que Colleen lhe dê um disfarce, e depois a derruba e a coloca em uma mala, e ele se hospeda no mesmo hotel com uma nova identidade. |                           |                     |                                       |                        |
| 10 | "Chapter 10: Forgiveness" | Craig Zisk          | Kevin Williamson & Mary Leah Sutton   | 3 de janeiro de 2019   |
| Hannah descobre que Katrina é de uma família criminosa e que seu pai também está morto. Jordan descobre que Garcia foi morta, o que o levou a invadir a casa de Sam, manter Mariana como refém e roubar os diamantes que ele mantém. No processo, ele deixa ela saber que seu marido é um assassino. Nick ainda está mantendo Colleen como refém e, eventualmente, exige que Kayla escape de sua vigilia policial para encontrá-lo sozinha. Katrina está enfrentando a pressão de Sam pelos diamantes e exige uma reunião com Hannah. Quando ela o faz, Hannah diz a ela que Esther é refém e exige que ela vá buscar Gabe. Jordan liga para Olsen e diz que acredita que Sam matou Garcia e diz que ele tem os diamantes com ele e o leva até eles. Hannah diz a Katrina que ela matará Esther, mas ela não se importa. Hannah se recusa a dar o dinheiro e enquanto ela e Gabe estão sendo observados pelo homem, ela causa uma briga e logo antes de ser morta, Gabe atira e mata o homem; libertando-os. Kayla se encontra com Nick e ele diz a ela que o acidente de Abby foi causado por ele, e que ele se manteve obcecado por Kayla desde muito tempo atrás. Kayla promete ir a qualquer lugar com ele se ele deixar Colleen ir embora. Ele inicialmente concorda, mas depois incendeia a sala e não liberta Colleen. Sam seguiu Kayla e entrou na sala e bateu em Nick enquanto Kayla libertava Colleen. Todos eles escapam quando a sala arde em chamas. Jordan e Olsen se encontram para ver os diamantes, onde Olsen ligou para Sam. Jordan aproveita a situação para que Sam mate Olsen e Jordan seja capaz de escapar. Hannah e Gabe escapam do porão e acabam em uma briga com Katrina, onde Hannah acaba matando-a e eles finalmente escapam. Jordan e Sam acabam em um impasse. Jordan está prestes a atirar em Sam, mas ele vê Beth, que implora para ele não matá-lo. Enquanto ele está distraído, Sam atira nele e o derruba no chão. Sam escapa com os diamantes, mas quando ele corre para fora, ele é atingido e morto por um carro. Jordan falece, mas felizmente se reúne com Beth na vida após a morte. Hannah diz a Gabe que eles vão pegar seu dinheiro, fazer algo de bom com isso e viver uma vida feliz. Em casa, Kayla é mais uma vez atacada por Nick, que diz que ela vai aprender a amá-lo. Uma briga acontece e ela o derruba escada abaixo, matando-o. Ela e sua família se reencontram notando que todos estão finalmente bem. A série termina com um livro de histórias animado mostrando Hannah e Gabe regozijando-se em dinheiro, Jordan e Beth andando de mãos dadas na vida após a morte, e Kayla é uma pintora quando as palavras "O Fim" são colocadas na tela. |                           |                     |                                       |                        |

## Produção

### Desenvolvimento
Em 30 de novembro de 2017, foi anunciado que CBS All Access havia dado a Tell Me a Story uma ordem de produção para uma temporada. A série está sendo desenvolvida para o público mericano por Kevin Williamson, é baseada na série de televisão Mexicana Érase una vez criada por Marcos Osório Vidal. Kevin também está definido como roteirista da série e atua como produtor executivo ao lado de Aaron Kaplan e Dana Honra. A série está sendo produzida pela produtora da Kaplan, a  Kapital Entertainment. Em 9 de maio de 2018, foi relatado que Liz Friedlander iria dirigir e produzir os dois primeiros episódios. Em 5 de agosto de 2018, foi anunciado durante a turnê de verão anual da  Television Critics Association  que a série estreia em 31 de outubro de 2018.A série foi renovada para a segunda temporada no dia 18 de dezembro de 2018. A segunda temporada trará novos contos e personagens.

### Escolha do elenco
Em maio de 2018, foi anunciado que Billy Magnussen e Kim Cattrall haviam sido escalados para os papéis principais da série. Em junho de 2018, foi relatado que a Danielle Campbell, Paul Wesley, James Wolk, Dania Ramirez, e Sam Jaeger juntaram-se ao elenco principal. Em julho de 2018, foi anunciado que Davi Santos, Zabryna Guevara, e Dorian Missick tinham sido escalados em papéis regulares. Em agosto de 2018, foi relatado que Michael Raymond-James, Kurt Yaeger, Rarmian Newton e Paulina Singer tinham se juntado ao elenco em papéis recorrentes.

### Filmagens
As filmagens da primeira temporada tiveram inicio em 28 de junho de 2018 na Cidade de Nova York. On August 5, 2018, a "sneak peek" trailer for the series was released.

## Lançamento
Em 19 de julho de 2018, a série realizou um painel na San Diego Comic-Con em San Diego, Califórnia , moderado por Henry Goldblatt da Entertainment Weekly e com o produtor executivo Kevin Williamson, bem como as estrelas da série Paul Wesley e James Wolk. O painel incluiu a estreia de um teaser trailer exclusivo para a série. Em 5 de agosto de 2018, um trailer de "sneak peek" da série foi lançado.